# クラーケン (暗号資産取引所)
クラーケン（Kraken）は、アメリカ合衆国の暗号資産取引所である。2011年に設立された。暗号通貨と法定通貨の交換サービスを手掛けており、ブルームバーグ・ターミナルに価格情報を提供している。2020年時点で米国48州と176ヵ国の居住者が利用可能で、40種類の暗号通貨の取引ができる。クラーケンは、2014〜2015年に起きたMt.Gox（マウントゴックス）のハッキング事件において、投資家が資産を取り戻せるよう支援を行った企業として知られている。コインマーケットキャップによると、クラーケンは世界で4番目に大きな仮想通貨取引所となっている（2021年1月時点）。
日本では、2020年9月に関東財務局に対して暗号資産交換業としての登録を行い、翌月からビットコインなど5種類の仮想通貨取引を開始した。

## 歴史

### 創業期（2011年から2013年）
2011年、創業者のジェシー・パウエルは、サイバー攻撃を受けた仮想通貨取引所マウントゴックスのオフィスを訪問した その会社の2011年のセキュリティ違反に続く。パウエルはブルームバーグ・ニュースに対して、マウントゴックスが永久に閉鎖するような事態に備えて、マウントゴックスの代わりとしてクラーケン設立の準備に入ったと話している。実際、マウントゴックスは2014年に閉鎖した。
2013年9月、クラーケンは2年にわたる開発とテストの結果、サービスを立ち上げた。最初に提供したサービスは、ビットコインとライトコイン、そしてユーロの取引だった。その後、複数の通貨を追加して、証拠金取引を開始した。
2013年7月、クラーケンは他の米国のビットコイン関係者と共に、デジタル資産移転機関（DATA）設立のための委員会を立ち上げた。委員会の目的は、DATAを将来的に仮想通貨業界の自主規制機関にすることだった。DATAは、2014年4月に最初の年次会合を開いた。
2013年10月、クラーケンはネームコインのプロトコルに重大な欠陥を発見したため、修復されるまで上場しないと発表した。クラーケン の元COOであるマイケル・グロナガーが、新たな仮想通貨の上場審査におけるセキュリティー分析で、ドメインの登録システムに重大な脆弱性を発見した。ネームコインは欠陥をすぐに修復してクラーケンに上場したが、取引高の減少によって結局2年後に上場廃止になった。

### シリーズAラウンド（2014年から2015年）
2014年3月、クラーケンはHummingbird VenturesがリードするシリーズAの投資ラウンドで500万ドルを調達した。他の投資家は、トレース・メイヤー、バリー・シルバート（Bitcoin Opportunity Fund）。
2014年4月、クラーケンは、ブルームバーグ・ターミナルに価格情報を提供する最初のビットコイン取引所の1つとなった。
2014年7月、クラーケンは、福田峰之元衆議院議員や同議員が主宰するIT委員会に働きかけて、一般社団法人日本価値記録事業者協会（JADA）設立に貢献した。JADAは、政府の支援を受けた初めてのビットコインの規制団体となった。
2015年5月、クラーケンは証拠金取引のベータ版を立ち上げると発表し、証拠金取引を始める数少ないビットコイン取引所の1つとなった。最初のレバレッジの倍率は3倍で後に5倍に引き上げられた。
2015年6月、クラーケンは、ビットコイン取引のためのダークプールを開設した。

### Coinsetter買収とシリーズBラウンド(2016年)
クラーケンは、ニューヨーク州のライセンスが不公平で非生産的と考えたため、一度はニューヨーク州の住民へのサービス提供を止めたが、ライセンスの廃止を条件にニューヨークに再進出する意思を示した。2015年12月、Coinsetterは、クラーケンが支払いを拒否したビットライセンスのコストを負担するために顧客に対して65ドルの手数料を取ると発表した。クラーケンは、Coinsetterを獲得し追加的にCavirtexを買収した翌月、米国の他の37州とカナダの住人全てに対して取引サービスを提供するプラットフォームを開設した。この合併と同時にクラーケンは、米国の支払いサービス提供者SynapsePayとカナダのVogogoと提携し、新しい顧客に対して法定通貨の出入金サービスを提供した。
1ヵ月後、クラーケンは、SBIホールディングス傘下のベンチャーキャピタルであるSBIインベストメントが主導したシリーズBラウンドの完了を発表。2つの大きな買収案件を発表した。1つは、オランダの取引所CleverCoinで6月に買収、もう1つは仮想通貨ウォレットサービス業者のGlideraだ。Glideraの買収によって、ユーザーはGlideraの銀行口座にある法定通貨の預金を使って直接クラーケンから仮想通貨が購入できるようになった。

### Cryptowatch買収とSPDIチャーター (2017年〜 現在)
2017年4月、クラーケンは米ドルとその他複数の政府発行通貨による取引のサポートを発表した。
クラーケンは、モネロ（XMR）の取引を開始した後、テザー（USDT）やメロン（MLN）、ダッシュ（DASH）を上場した。3月にクラーケンは、デイトレーダーに人気のサイトであるCryptowatchを買収。Cryptowatchは仮想通貨のチャートをリアルタイムで提供している。買収に伴ってクラーケンはCryptowatch同業者のアーサー・サペクを雇用し、Cryptowatchをクラーケンのシステムに統合・発展させた。
2017年8月、クラーケンはビットコインキャッシュ（BCH）を上場させた。ビットコインキャッシュはビットコインのハードフォークで誕生した仮想通貨で、クラーケンは、ハードフォーク前にビットコインを保有していた全ての顧客が同額のビットコインキャッシュを受け取れるようにした。2017年12月までにクラーケンは1日あたり最大5万人の新規ユーザーを獲得した。
2018年1月10日のメンテナンスは、当初は2時間しかかからない予定だったが48時間以上もかかった。2011年に設立して以降、この日がサービス停止をした期間として過去最長となっている。2018年4月、クラーケンは、2014年10月以降に運営してきた日本でのサービスをコスト増を理由に2018年6月までに終了すると発表した。
2019年2月、クラーケンは複数の大口の顧客から1億ドルの資金調達。企業価値は40億ドルと評価された。
2019年6月、クラーケンはBnkToTheFutureを通じて2263人の個人投資家から1350万ドルを調達した。
2020年9月、ワイオミング州で特別目的委託銀行機関（SPDI）に認定された。米国で銀行設立の許可書を持つ初めての仮想通貨取引所となった。

## 買収
- 2016年1月19日 - 米国のCoinsetterとカナダのCavirtex[45]
- 2016年6月27日 - オランダのCleverCoin [46]
- 2016年12月13日 - 米国の Glidera[47]
- 2019年2月4日 - 仮想通貨先物取引所Crypto Facilities[48][49]

## マウントゴックス支援
2014年11月、破綻したマウンゴックスの小林信明管財人は、消えたビットコインの調査と残った資金の返却を支援する取引所としてクラーケンを選定した。ウォール・ストリート・ジャーナルの記事によると、小林管財人は長い取引所運営の歴史と一度もハッキング被害を受けたことがないという事実を選んだ理由にあげた。
かつて世界最大のビットコイン取引所だったマウントゴックスは、2014年2月に破産した。CEOだったマーク・カルプレスは当時85万ビットコインが消え、10万ビットコインは会社に、約12万7000ビットコインは債権者に属していると発言した。その後カルプレスは、約20万ビットコインを発見。残る行方不明のビットコインは65万BTCとなった。ニューヨーク・タイムズの記事は、マウントゴックスからのビットコイン返却プロセスは、おそらくクラーケンの口座を通して債権者に対して行われるため、クラーケンにとって恩恵になるだろうと指摘した。
2015年4月、クラーケンはウェブサイトを通じてマウントゴックスの債権者の請求を受け入れ始めた。債権者たちは請求するためにクラーケンの口座を開設する必要があった。また、マウントゴックスのウェブサイトからも請求できた。クラーケンは、クラーケンで請求する債権者に対して最大100万ドル分の無料取引をインセンティブとして提供した。2015年7月6日、小林管財人はオンラインでの請求期限は2015年9月までと発表した。しかし、小林管財人は当時、書類による請求期限を発表しなかった。
2015年9月9日の債権者集会で、小林管財人はマウントゴックス財団が12億4206万8375円と20万2159ビットコイン（当時の価格で約6000万ドル）を確保したと発表した。小林は、マウントゴックス財団はより多くの資金の確保に努めているとし、消失したビットコインのクラーケンによる調査協力が進んでいることを明かした。債権者が残った資金を受け取れる日は決まらなかったが、管財人は、債権者の請求を調査する日が次の債権者集会まで延期となったと述べた。